# Peter-Paul Pigmans
Peter-Paul Pigmans (* 31. Januar 1961 in Berkel, Niederlande; † 27. August 2003) war unter dem Pseudonym 3 Steps Ahead einer der bekanntesten Vertreter der Hardcore Techno-/Gabber-Szene.

## Leben
Durch einen Freund und späteren Kollegen Rob Fabrie (alias DJ Waxweazle / The Headbanger) kam Pigmans zur Musik, wurde durch den Vormarsch des dort aufkommenden Musikstils Hardcore Techno beeinflusst und veröffentlichte ab 1993 unter den Namen Silverbells und The Illegal Alien auf den Plattenlabels Rave Records und Hard Stuff Records. 1994 kreierte Pigmans den Namen 3 Steps Ahead, gedacht für Produktionen zusammen mit Rob Fabrie und Ed Bout. Verwirklicht wurden jedoch nur 2 EPs namens Step 1 und Step 2, die teilweise in Kooperation mit Fabrie produziert wurden. Beide wurden auf dem Label Step veröffentlicht, einem Sub-Label des renommierten Labels ID&T.
Im Laufe der Jahre produzierte er an die 20 Tonträger, unter anderem auch ein Album namens Most Wanted & Mad (1997) sowie ein Doppelalbum namens Junkie (2000), das auch bereits veröffentlichte ältere Tracks enthält. Auf späteren Platten benutzte Pigmans den Namen „The Ender“, benannt nach dem Serienprotagonisten Andrew "Ender" Wiggin aus Orson Scott Cards Ender's Game-Reihe.
1999 wurde bei Pigmans Krebs diagnostiziert.
Pigmans starb am 27. August 2003 an einem Hirntumor, wenige Wochen nach der Spenden-Party „3 Steps Ahead 4 Life“, die am 18. Juli in Zaandam stattfand. Nach seinem Tod widmeten ihm Drokz vs. TAFKAT und Promo die Tracks „Dedicated 2 3SA“ bzw. „Hear This Cry (Dedicated To PPP)“ und die Veranstalter der Thunderdome-2003-Party gedachten 3 Steps Ahead, indem sie sie mit einer Minute Stille begannen.
Pigmans hinterließ eine Witwe namens Jessica de Wit, eine Tochter namens Lara Jill (* Januar 1998) und einen Sohn namens Ender (* Dezember 2000).
2009 wurden seine beiden Tracks „Thunderdome Till We Die“ (1997) und „Stravinsky's Bass“ (1994) in dem US-amerikanischen Film Brüno verwendet.

## Pseudonyme
- 3 Steps Ahead
- Bug Slowbizy
- Pedro Terzero
- Silverbells
- The Ender
- The Illegal Alien